# Ceratosos
Els ceratosos (Keratosa) són una subclasse de demosponges que es troben dins de l'embrancament dels porífers.

## Ordres
- Dendroceratida Minchin, 1900
- Dictyoceratida Minchin, 1900